# 丧服
喪服是指喪禮期間弔唁親人或其他需要守喪之人所穿著的服裝，在中華文化的喪禮裡面，也稱作弔服、素服、凶服、孝衣、孝衫、孝服、麻衣、麻衫、麻服等。
一般有特別規定與日常所穿服裝不同，例如有規定的顏色和布料材質，又按照與死者的關係有不同規定，例如：漢字文化圈的五服制度就規定了不同身份的喪服服飾。

## 另見
- 壽衣
- 禮服
- 素服
- 孝服